# The America (epos)
The America – epos amerykańskiego poety Charlesa Edwina Hewesa, wydany w 1941. Utwór ma 690 stron. Poeta pracował nad nim przez siedemnaście lat. Epos jest napisany wierszem białym.